# Luthers sterfhuis
Maarten Luthers sterfhuis is een patriciërswoning met museum aan de Andreaskirchplatz in Eisleben, waarvan in de negentiende eeuw werd aangenomen dat de reformator Maarten Luther daar op 18 februari 1546 was overleden. Luthers sterfhuis behoort tot de Luthergedenkplaatsen in Eisleben en Wittenberg, die sinds 1996 deel uitmaken van het werelderfgoed van de UNESCO.

## Geschiedenis

### Luther in Eisleben
Hoewel Luther als kind slechts een half jaar in zijn geboorteplaats Eisleben had gewoond, keerde hij als volwassene verschillende malen terug naar de stad. Zijn bezoek op 28 januari 1546 had tot doel om een conflict tussen de graven van Mansfeld op te lossen. Hoewel Luther al veel last had van een hartkwaal, ondernam hij toch de reis vanuit Wittenberg. Nadat op 17 februari de vrede tussen beide partijen getekend was, overleed Maarten Luther de volgende dag, op 18 februari 1546, aan zijn ziekte in het huis van zijn overleden Philipp Drachstedt aan de Markt in Eisleben. Op die locatie is momenteel het hotel "Graf von Mansfeld" gevestigd.

### Geschiedenis van het huis
Luthers sterfhuis is een na een stadsbrand in 1498 gebouwde laatgotische patriciërswoning, waarvan de originele indeling bewaard is gebleven. Het hoofdgebouw heeft twee bouwlagen en is door een spiraaltrap verbonden met een lage zijvleugel. Het deurportaal en de ramen zijn fraai versierd. De voorkamer op de eerste verdieping werd aangewezen als Luthers sterfkamer.
In de loop van de achttiende eeuw werd het woonhuis van Barthel Drachstedt, de zoon van Luthers vriend Philipp, aan de Andreaskirchplatz beschouwd als het sterfhuis van Luther. In 1863 kocht de staat Pruisen dit pand aan en liet het zorgvuldig restaureren naar de zestiende-eeuwse toestand. In 1894 werden de ruimten (verdragskamer, slaapkamer en sterfkamer) voorzien van historistische decoraties en "authentiek" meubilair. Vanaf 1980 werd het pand grondig gerestaureerd, ter voorbereiding van de viering van de 500e geboortedag van Luther in 1983.

## Museum
Het museum bevat het originele lijkkleed van Luther. Zwaartepunten van de vaste tentoonstelling zijn verder de geschiedenis van de Reformatie in het Mansfelder Land en Luthers vertaling van de Bijbel in het Duits.